# René Cauquetou
René Cauquetou, francoski general, * 1891, † 1951.